# Hippopsis lineolatus
Hippopsis lineolatus är en skalbaggsart som beskrevs av Amédée Louis Michel Lepeletier och Audinet-serville 1825. Hippopsis lineolatus ingår i släktet Hippopsis och familjen långhorningar. Inga underarter finns listade i Catalogue of Life.